# BMW Z4 (G29)
Pour les articles homonymes, voir BMW Z4 et Z4.
La BMW Z4 (G29) est un roadster du constructeur automobile allemand BMW. Présentée en 2018 et commercialisée en mars 2019, c'est la troisième génération de BMW Z4, et remplace la Z4 (E89), produite de 2009 à 2016.

## Présentation

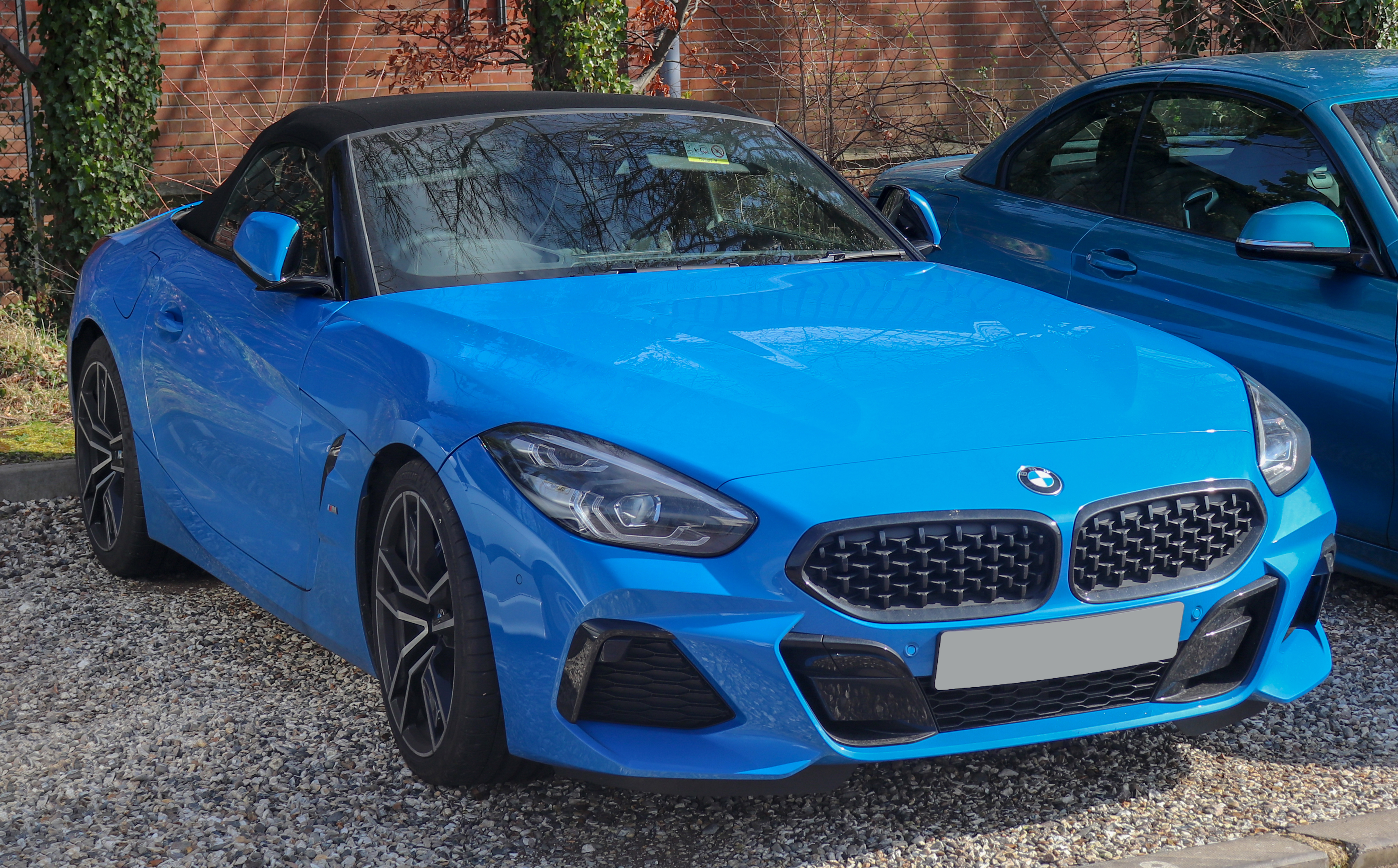
BMW Z4 III.

La BMW Z4 de troisième génération est un roadster deux places qui n'existe qu'en cabriolet, contrairement à la précédente génération BMW Z4 (E89) qui était un coupé-cabriolet à toit rétractable.
Elle est présentée en avant-première au Pebble Beach Concours d'Elegance 2018 en Californie dans sa version M40i First Edition, avant son exposition au Mondial Paris Motor Show 2018 de Paris.
Le projet de la BMW Z4 III est le fruit d'une collaboration conclue le 24 janvier 2013 entre BMW et Toyota prévoyant une plateforme conjointe de voiture de sport, où BMW remplace la Z4 (cabriolet) et Toyota relance la Supra (coupé).
L'instrumentation est 100 % numérique, composée de deux écrans alignés à la même hauteur,.
Avec cette nouvelle Z4 ,BMW a souhaité se distinguer avec un design extérieur beaucoup plus dynamique, un bouclier avant qui reçoit des optiques verticales, une calandre (au double haricot) différente avec des motifs en forme de Y et un long capot avec des lignes accentuées pour souligner le caractère sportif. De profil, les portes creusées suivent des ouïes d'air très larges et enfin l'arrière est particulièrement travaillé avec des feux à LED effilés et des sorties d’échappement rondes ou trapézoïdales selon le modèle.
Les modèles sDrive30i et M40i peuvent recevoir des freins M sport à quatre pistons, des suspensions DirectDrive et un différentiel M sport en option (de série sur la version M40i). La répartition des masses est de 50/50 afin d'assurer un équilibre parfait sur route sinueuse.
BMW propose désormais la monte en pneumatique Runflat en option, et les modèles sports sont équipés de pneumatiques Michelin PS4.

## Caractéristiques techniques
Le roadster revient à la capote en toile comme la première génération, le coupé étant réservé à la Toyota Supra. La capote 4 épaisseurs se rétracte en moins de 10 secondes jusqu'à 50 km/h, le volume de coffre a augmenté de 30 % par rapport à la Z4 E89. Pour essayer de contenir le poids, sur le Z4 G29, le coffre, les ailes avant, les bas de caisse sont réalisés en plastique thermo-moulés.
Le Z4 n'est plus disponible en boite mécanique ou automatique à double embrayage DKG, seule une boite robotisée 8 rapports est proposée sur l'ensemble de la gamme.

BMW Z4 III
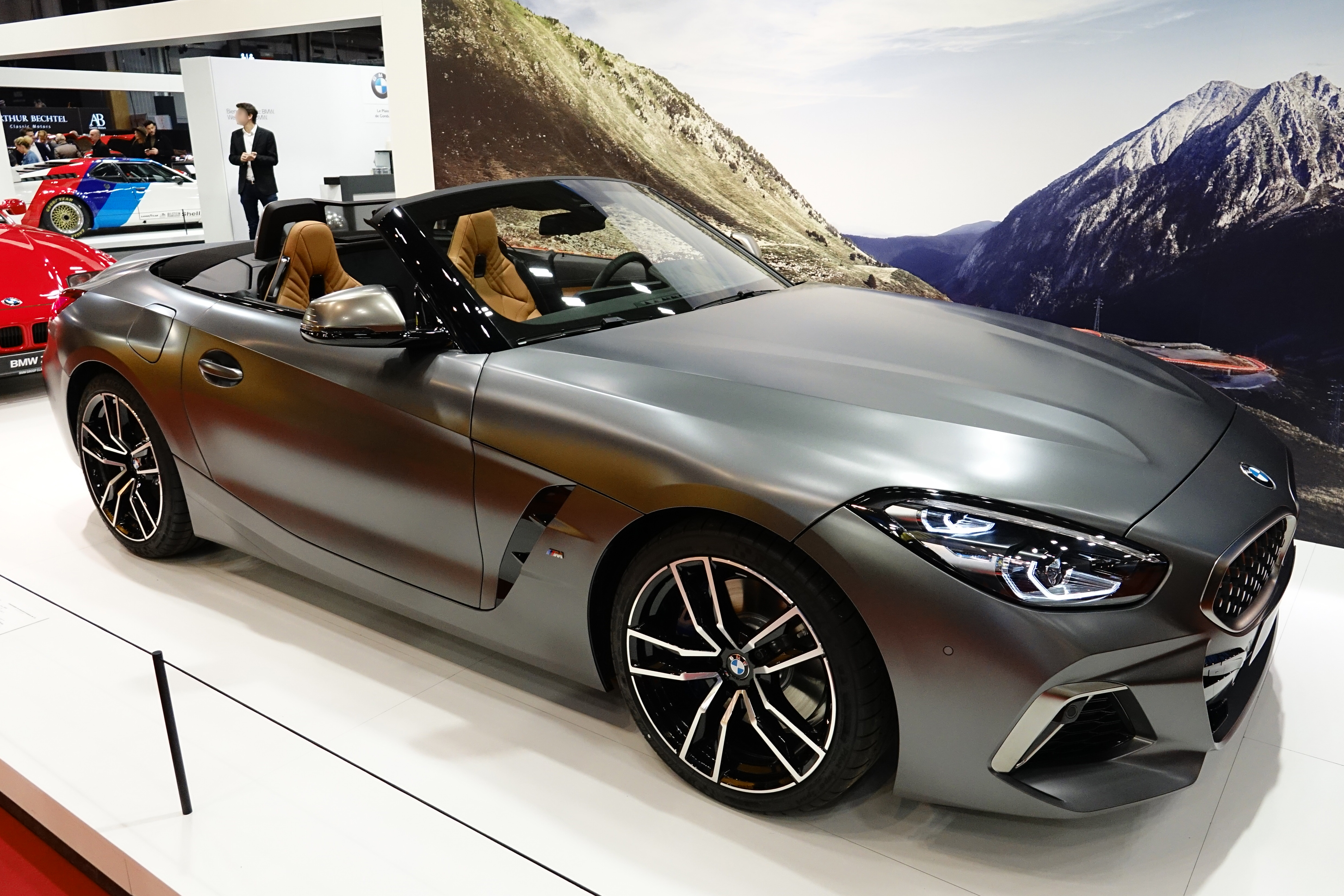
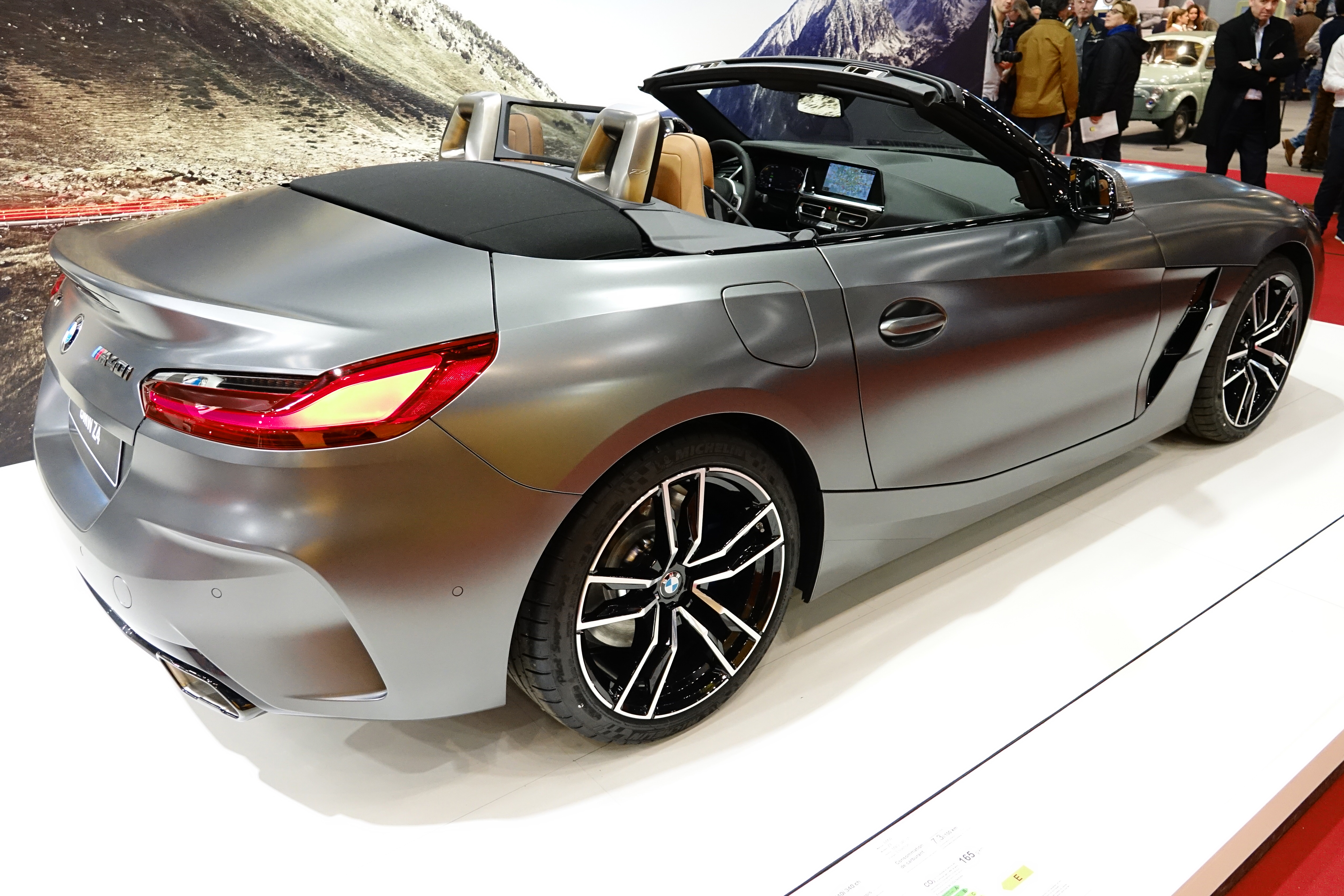

### Motorisations
La BMW Z4 est disponible avec trois motorisations essence : un quatre cylindres en ligne disponible en deux versions : sDrive30i de 258 ch et un sDrive20i de 197 ch, et un six cylindres en ligne pour la M40i de 340 ch qu'elle partage avec la Toyota Supra, ce même moteur étant poussé à 382 ch sur le marché américain, le passage à la norme WLTP ayant contraint BMW à équiper tous ses moteurs de filtre à particules (GPF) et donc entraîner une réduction de la puissance moteur, contrairement au marché nord américain qui n'en impose pas.
|                            | sDrive20i                 | sDrive30i                 | M40i                      |
| -------------------------- | ------------------------- | ------------------------- | ------------------------- |
| Moteur                     | 4-cylindres en ligne (L4) | 4-cylindres en ligne (L4) | 6-cylindres en ligne (L6) |
| Alimentation               | Turbocompressé            | Turbocompressé            | Turbocompressé            |
| Cylindrée (cm3)            | 1 998                     | 1 998                     | 2 998                     |
| Puissance maximale (ch)    | 197                       | 258                       | 340                       |
| au régime de (tr/min)      | 4 500 à 6 500             | 5 000 à 6 500             | 5 000 à 6 500             |
| Couple maximal (N m)       | 320                       | 400                       | 500                       |
| au régime de (tr/min)      | 1 450 à 4 200             | 1 550 à 4 400             | 1 600 à 4 500             |
| Transmission               | Propulsion                | Propulsion                | Propulsion                |
| Boîte de vitesses          | Steptronic 8 rapports     | Steptronic 8 rapports     | Steptronic 8 rapports     |
| Vitesse maximale (en km/h) | 240                       | 250                       | 250                       |
| 0-100 km/h (en s)          | 6,6                       | 5,4                       | 4,6                       |
| Consommation (en L/100 km) | 6,1                       | 6,1                       | 7,4                       |
| Émissions de CO2 (en g/km) | 139                       | 139                       | 168                       |
| Capacité du réservoir (L)  | 55                        | 55                        | 55                        |
| Masse à vide (kg)          | 1 480                     | 1 480                     | 1 610                     |
| Norme environnementale     | Euro 6d TEMP              | Euro 6d TEMP              | Euro 6d TEMP              |

## Finitions

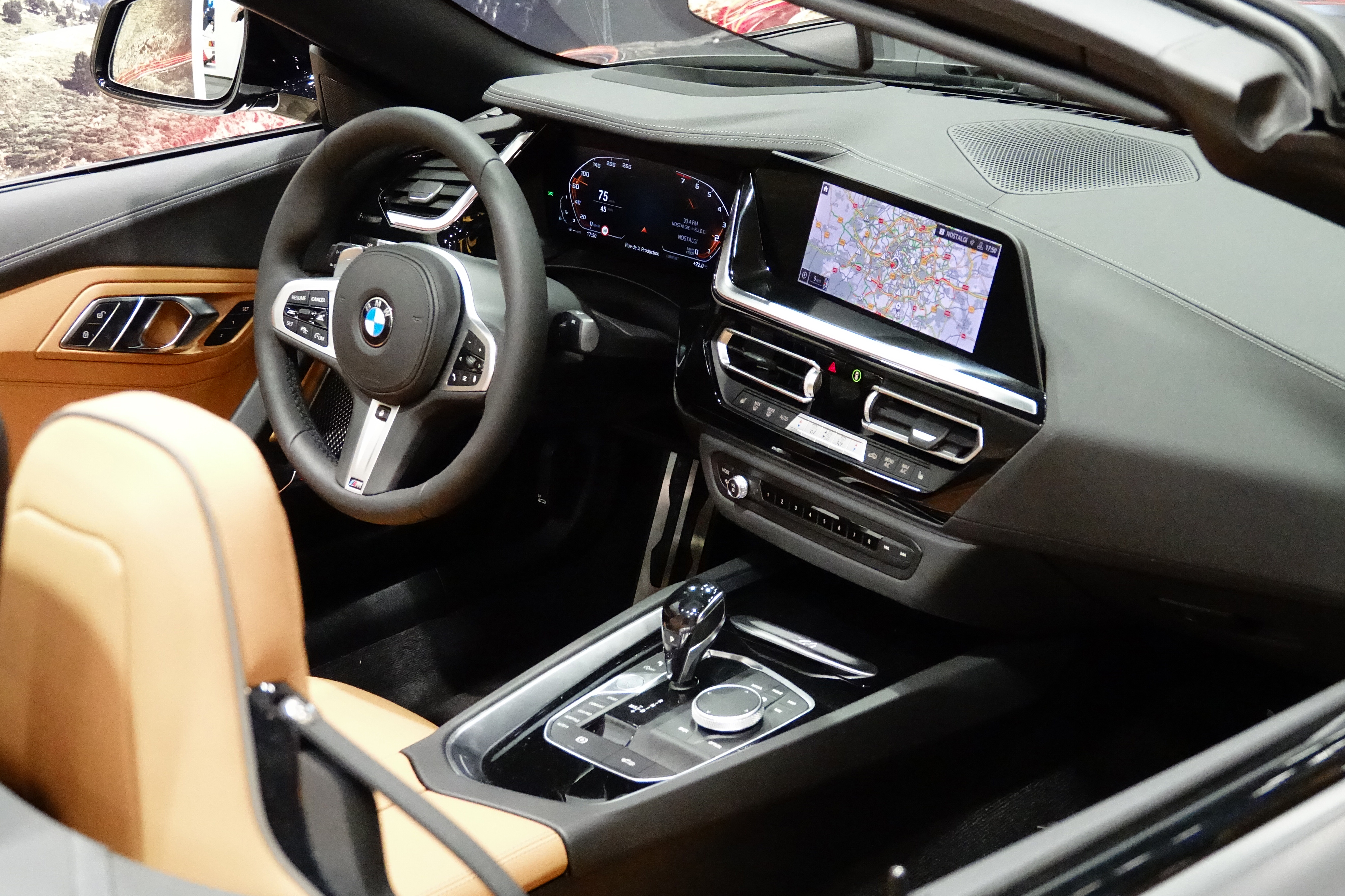
Tableau de bord de la Z4.

- Z4
- Sport
- M Sport
- M Performance

### First Edition
Pour son lancement, BMW présente une série limitée BMW Z4 M40i First Edition au Pebble Beach Concours d'Elegance 2018.

## Concept-car

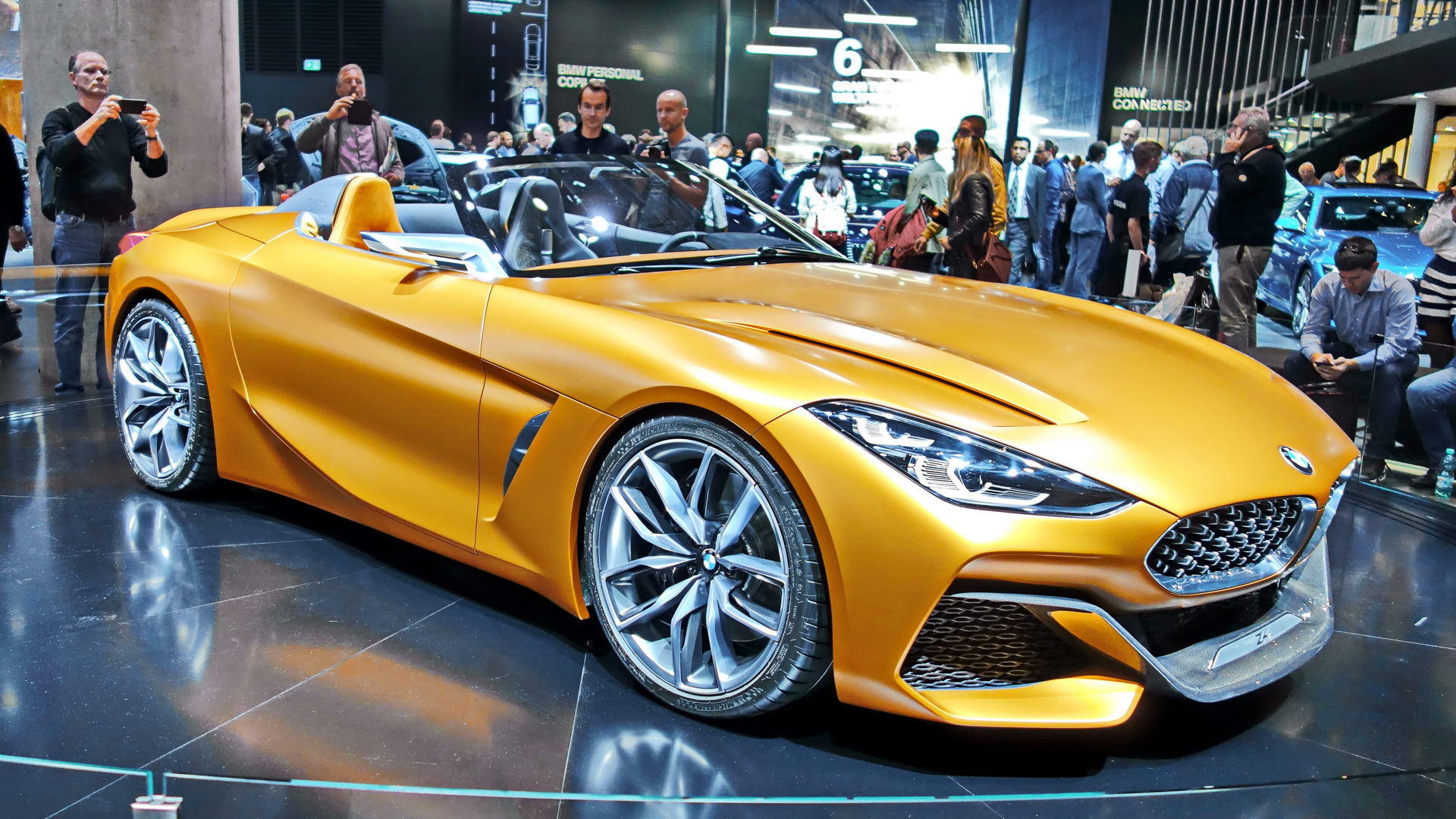
BMW Concept Z4 (2017).

La BMW Z4 III est préfigurée par la BMW Concept Z4 dévoilée au concours d'élégance de Peeble Beach le 17 août 2017.

## BMW Z4 Concept Touring Coupe
En mai 2023, BMW a dévoilé une Z4 Coupé en forme de concept pour le Concours d'élégance Villa d'Este. Produite en exemplaire unique, ce concept rend à la fois hommage à la Z3 Coupé et à la 328 Touring Coupé, voiture qui a remporté les Mille Miglia en 1940.